# 4市町村コミバス
4市町村コミバス（4しちょうそんコミバス）は、大阪府富田林市・南河内郡太子町・南河内郡河南町・南河内郡千早赤阪村内で富田林市、太子町、河南町及び千早赤阪村の4市町村による協議会（広域協議会）が運行するコミュニティバスで、愛称は「金剛ふるさとバス」。

## 概要
2023年（令和5年）9月11日、大阪府富田林市に本社を置く金剛自動車（金剛バス）が2023（令和5年）年12月20日の運行をもって路線バス事業廃止の表明を受け、一部の路線や区間を除き引き継いだコミュニティバスである。
金剛バスの運行エリアは近鉄長野線の富田林駅、喜志駅及び近鉄南大阪線の上ノ太子駅を起点にこれらの駅と4市町村内（上ノ太子駅前バス停のみ4市町村外となる羽曳野市）を結ぶ唯一の公共交通機関であったが、2024年問題と少子高齢化に起因する深刻なドライバー不足を理由に、2023年（令和5年）12月20日の運行をもって全路線が廃止された。
金剛バスが路線バス事業廃止を表明した同じ日に、運行エリアの4市町村長がコメントを出し、近畿運輸局・大阪府と協議を行い4市町村が広域的に連携し可能な限り路線維持に努めるとコメントした。
2024年（令和6年）5月17日、4市町村在住及び在勤者から募っていたコミバスの愛称が「金剛ふるさとバス」に決定した。

## 富田林市、太子町、河南町及び千早赤阪村地域公共交通活性化協議会（広域協議会）

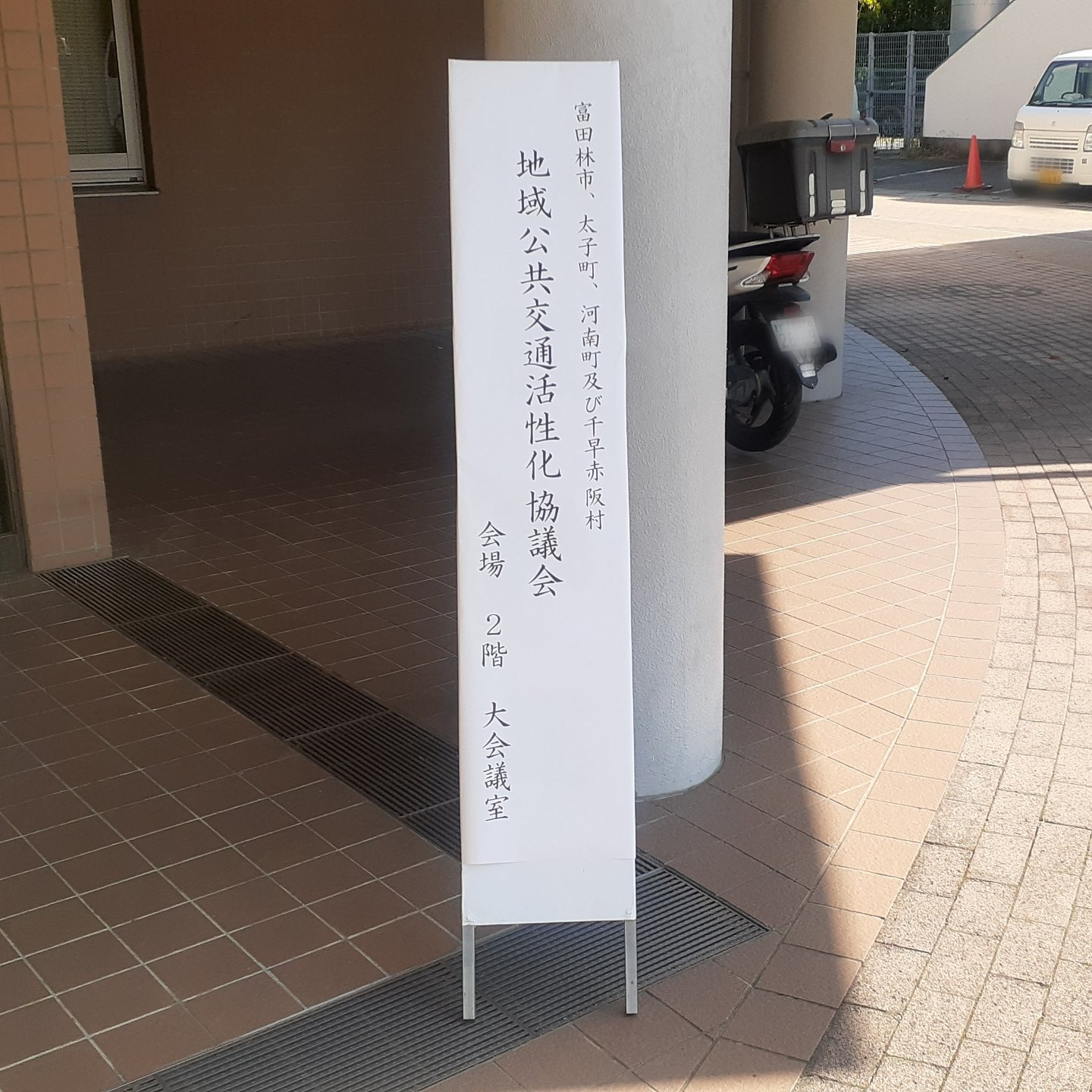
広域協議会案内看板

協議会の設置日は2023年（令和5年）10月1日。
金剛バス廃止に伴う協議会は下記の日程で計4回、河南町総合福祉保健センター「かなんぴあ」で公開形式で開催された。
- 令和5年度第1回協議会　2023年（令和5年）10月5日開催[9]
- 令和5年度第2回協議会　2023年（令和5年）10月19日開催[10]
- 令和5年度第3回協議会　2023年（令和5年）10月26日開催[11]
- 令和5年度第4回協議会　2023年（令和5年）11月16日開催[12]
- 令和5年度第5回協議会　2024年（令和6年）2月2日開催[13]
- 令和5年度第6回協議会　2024年（令和6年）3月27日開催(書面開催)[14]
- 令和6年度第1回協議会　2024年（令和6年）8月23日開催[15]

## 運行路線

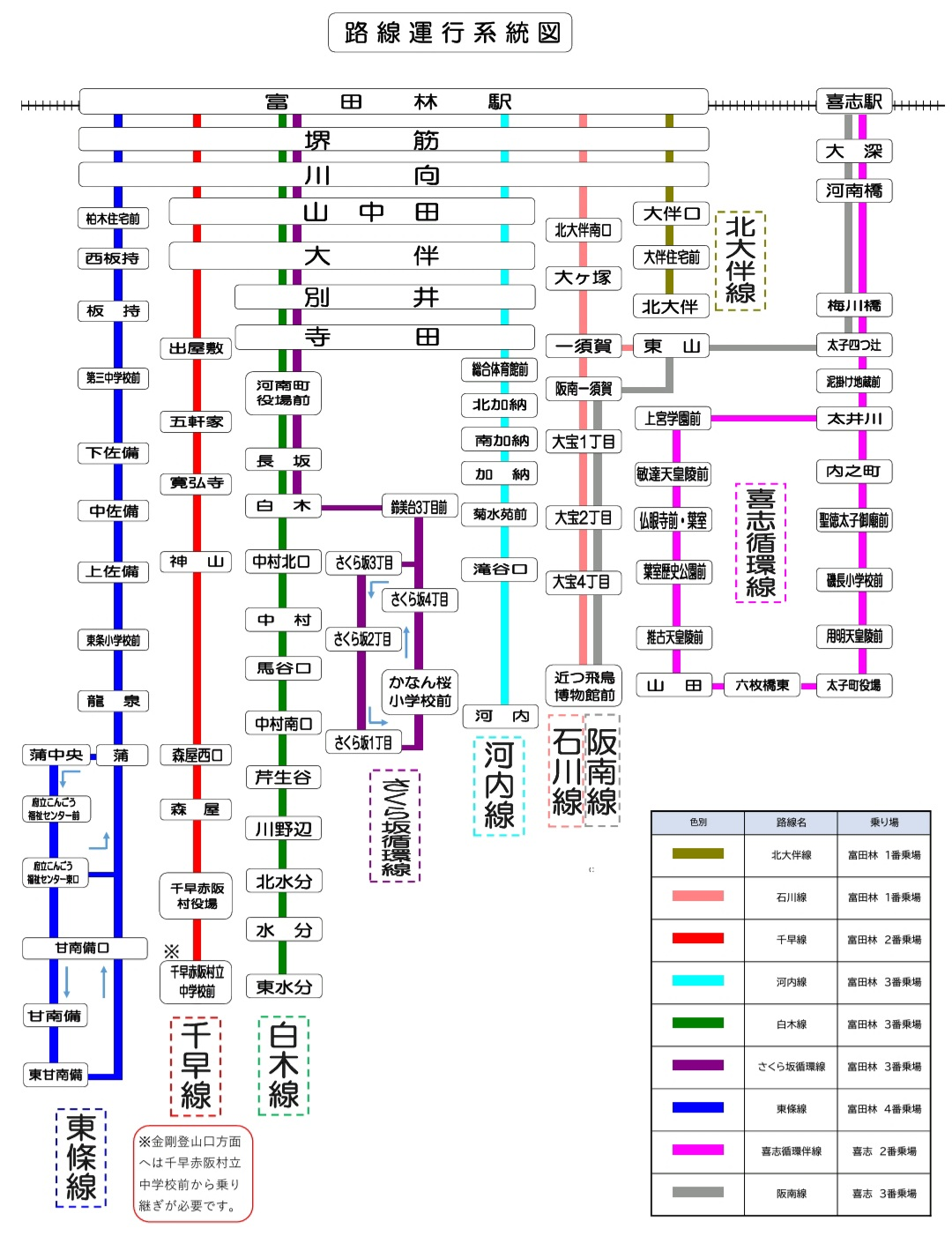
[https://www.city.tondabayashi.lg.jp/uploaded/attachment/95807.pdf 4市町村コミバス路線図(公式ホームページより引用)

北大伴線（路線番号：1）
- 富田林駅 - 川向 - 北大伴

金剛バス時代：10号系統
運行事業者：河南町（自家用有償旅客運送）
富田林駅と府営富田林楠住宅内を結ぶ路線
朝7時台は上り3本、下り2本が設定されているが、日中は概ね2時間毎。夜間は1時間毎の運行
車両は大型車（元金剛バス車両／スペースランナーRA）及び小型車（カナちゃんバス用日野ポンチョ及びトヨタコースター）
石川線（路線番号：2）
- 富田林駅 - 川向 - 大ヶ塚 - 大宝2丁目 - 近つ飛鳥博物館前
- 富田林駅 ← 川向 ← 大ケ塚 ← 東山（芸大前）※上りの始発便片道のみ設定

金剛バス時代：15号系統（東山発着）及び16号系統（近つ飛鳥博物館前発着）
運行事業者：河南町（自家用有償旅客運送）
富田林駅と阪南ネオポリスや府立近つ飛鳥博物館を結ぶ路線で東山（芸大前）は経由しない
概ね1 - 2時間に1本程度の運行
車両は大型車（元金剛バス車両／スペースランナーRA）及び小型車（カナちゃんバス用日野ポンチョ及びトヨタコースター）
千早線（路線番号：3）
- 富田林駅 - 川向 - 大伴- 神山 - 森屋 - 千早赤阪村役場 - 千早赤阪村立中学校前

金剛バス時代：23号系統
運行事業者：南海バス（泉北営業所担当）、千早赤阪村（自家用有償旅客運送）
金剛バス時代は富田林駅と千早赤阪村役場、千早赤阪中学校前、楠公誕生地、金剛登山口、千早ロープウェイ前を結んでいた
朝夕は千早赤阪村バスの補完運行も含め1時間1 - 2本程度で日中は1 - 2時間に1本程度の運行
開業時のダイヤでは南海バス担当便が千早赤阪村立中学校で千早赤阪村バス(千早赤阪村立中学校〜金剛登山口間)と接続する
車両は南海バス運行分が大型車、補完運行を行う千早赤阪村バスは中型車(三菱ふそうエアロミディ)又は小型車（日野ポンチョ）
南海バス担当便に限り交通系ICカード（南海バスグループ専用ICカード「なっち」含む）が利用可能だが、2025年8月31日をもって「なっち」の取り扱いは終了する予定（新規発売とチャージは2025年3月31日まで）。
河内線（路線番号：4）
- 富田林駅 - 川向 - 大伴- 寺田 - 北加納 - 加納 - 菊水苑前 - 河内

金剛バス時代：30号系統
運行事業者：河南町（自家用有償旅客運送）
富田林駅と弘川寺のある河内地区を結ぶ路線
1日6往復の運行
車両は大型車（元金剛バス車両／スペースランナーRA）及び小型車（カナちゃんバス用日野ポンチョ及びトヨタコースター）
白木線（路線番号：5）
- 富田林駅 - 川向 - 大伴- 寺田 - 河南町役場前 - 白木 - 中村 - 芹生谷 - 水分 - 東水分

金剛バス時代：34号系統
運行事業者：河南町（自家用有償旅客運送）
富田林駅と公共施設のある寺田や河南町役場前を経由して千早赤阪メモリアルパークのある東水分を結ぶ路線
1日6往復の運行と朝8時台に富田林駅発の寺田止が1便設定されている
車両は大型車（元金剛バス車両／スペースランナーRA）及び小型車（カナちゃんバス用日野ポンチョ及びトヨタコースター）
さくら坂循環線（路線番号：6）
- 富田林駅 - 川向 - 大伴 - 寺田 - 河南町役場前 - 白木 - 鈴美台3丁目前 -《さくら坂3丁目→さくら坂1丁目→さくら坂4丁目》【さくら坂循環】
- 富田林駅 → 川向 → 大伴 → 寺田 → 河南町役場前 → 白木 → 鈴美台3丁目前 → さくら坂3丁目 → さくら坂1丁目 → さくら坂4丁目
- 富田林駅 ← 川向 ← 大伴 ← 寺田 ← 河南町役場前 ← 白木 ← 鈴美台3丁目前 ← さくら坂4丁目 ← さくら坂1丁目 ← さくら坂3丁目

金剛バス時代：35号系統
運行事業者：近鉄バス（八尾営業所担当）、河南町（自家用有償旅客運送）
富田林駅と公共施設のある寺田や河南町役場前を経由してさくら坂にある住宅街を結ぶ路線
朝夕は河南町による補完運行も含め1時間に2本程度、日中は概ね1 - 2時間に1本程度設定されている
なお朝はさくら坂3丁目始発が2便、夜はさくら坂4丁目止が2便設定されている
車両は近鉄バス運行分が大型車、河南町担当分は大型車（元金剛バス車両／スペースランナーRA）及び小型車（カナちゃんバス用日野ポンチョ及びトヨタコースター）
近鉄バス担当便は同社独自の系統番号が付与されており、さくら坂方面行きは64番、富田林駅行きは65番となっている
近鉄バス担当便に限り交通系ICカードが利用可能
東條線（路線番号：7）
- 富田林駅 - 川向 - 板持 - 中佐備 - 蒲 -《蒲中央→こんごう福祉センター前→福祉センター東口》【こんごう福祉センター循環】
- 富田林駅 - 川向 - 板持 - 中佐備 -《蒲 → こんごう福祉センター前 → 甘南備口→甘南備→東甘南備→甘南備口 → 蒲》【循環】

金剛バス時代：こんごう福祉センター循環は42号系統、甘南備行きは41号系統
運行事業者：南海バス（泉北営業所担当）、レインボーバス（富田林市コミュニティバス／近鉄バス八尾営業所担当）
富田林駅と佐備地区、府立こんごう福祉センター、甘南備地区を結ぶ路線
運行本数はこんごう福祉センター循環が1 - 2時間に1本程度、補完運行となる甘南備循環が1日4便の運行となっている
補完運行を行うレインボーバスはこんごう福祉センターより先の甘南備まで運行を行う
富田林市レインボーバスは近鉄バスが運行を受託しているため同じ路線を2社が競合する形となった
車両は南海バス運行分が大型車、レインボーバス運行分は同バス専用車両の日野ポンチョで運行する
レインボーバス担当便は、近鉄バス独自の系統番号が付与されて66番となっている
この路線は全便交通系ICカードが利用可能であるが、レインボーバス担当便は南海バスグループICカード「なっち」は利用できない
喜志循環線（路線番号：8）
- 喜志駅 - 河南橋 - 太子四つ辻 - 太井川 - 仏眼寺前・葉室 - 推古天皇陵前 - 山田 - 六枚橋東 - 太子町役場 - 磯長小学校前 - 聖徳太子御廟前 - 太井川 - 太子四つ辻 - 河南橋 - 喜志駅

金剛バス時代：葉室廻り72号系統、太子廻り73号系統（太子葉室循環線）
運行事業者：近鉄バス（八尾営業所担当）
喜志駅から太子町内を循環する路線
太子廻が8便、葉室廻が7便設定されている
車両は中型車（日野レインボーIIほか）が充当される
近鉄バス独自の系統番号が付与されており、太子廻循環は62番、葉室廻循環は63番となっている
この路線は全便交通系ICカードが利用可能
阪南線（路線番号：9）
- 喜志駅 - 河南橋 - 太子四つ辻 - 東山（芸大前） - 阪南一須賀 - 大宝2丁目 - 近つ飛鳥博物館前

金剛バス時代：61号系統
運行事業者：近鉄バス（八尾営業所担当）、河南町（自家用有償旅客運送）
喜志駅から大阪芸術大学のある東山を経由して阪南ネオポリス（大宝）及び府立近つ飛鳥博物館を結ぶ路線
朝夕ラッシュ時は（夕ラッシュ - 最終までは補完運行便を含む）概ね30分間隔、日中は1 - 2時間毎に設定されている
車両は近鉄バス運行分が大型車、河南町担当分は大型車（元金剛バス車両／スペースランナーRA）及び小型車（カナちゃんバス用日野ポンチョ及びトヨタコースター）
近鉄バス担当便は同社独自の系統番号が付与されており61番となっている
近鉄バス担当便に限り交通系ICカードが利用可能

## 車両
路線や各自治体運行委託事業者（エムケイ観光バス／河南町、みつばコミュニティ／河南町、大新東／河南町・千早赤阪村）により就役車両が異なる。
| メーカー       | 車種               | 型式         | 車体     | 導入年      | 金剛バス時代の車両番号 | 台数 | 所有者     |
| -------------- | ------------------ | ------------ | -------- | ----------- | ---------------------- | ---- | ---------- |
| 日産ディーゼル | スペースランナーRM | PB-RM360GAN  | 西工96MC | 2007        | 1901                   | 1    | 千早赤阪村 |
| 日産ディーゼル | スペースランナーRA | PKG-RA274KAN | 西工96MC | 2009 - 2010 | 2102 - 2105・2201      | 5    | 河南町     |

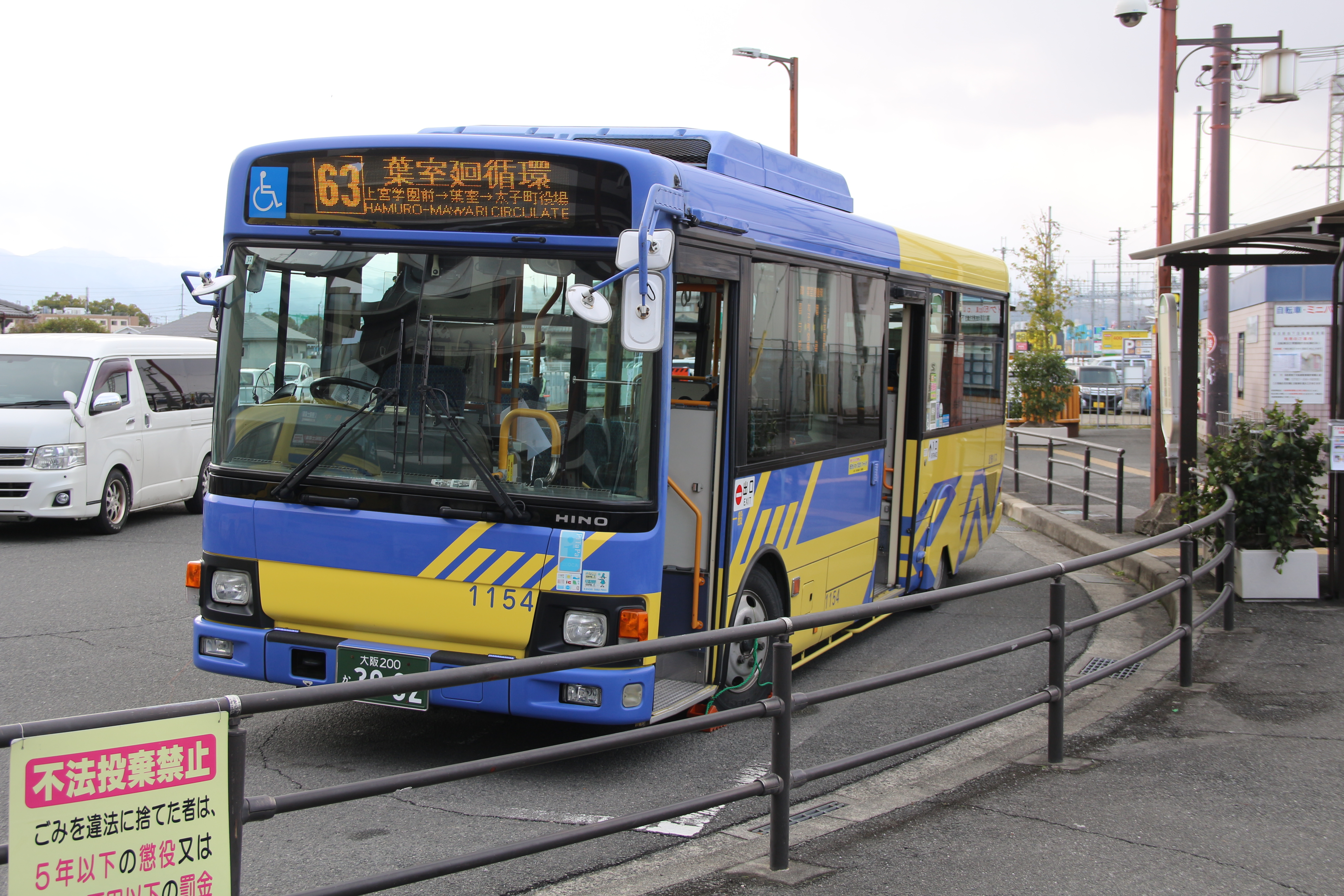
近鉄バス／日野レインボーII
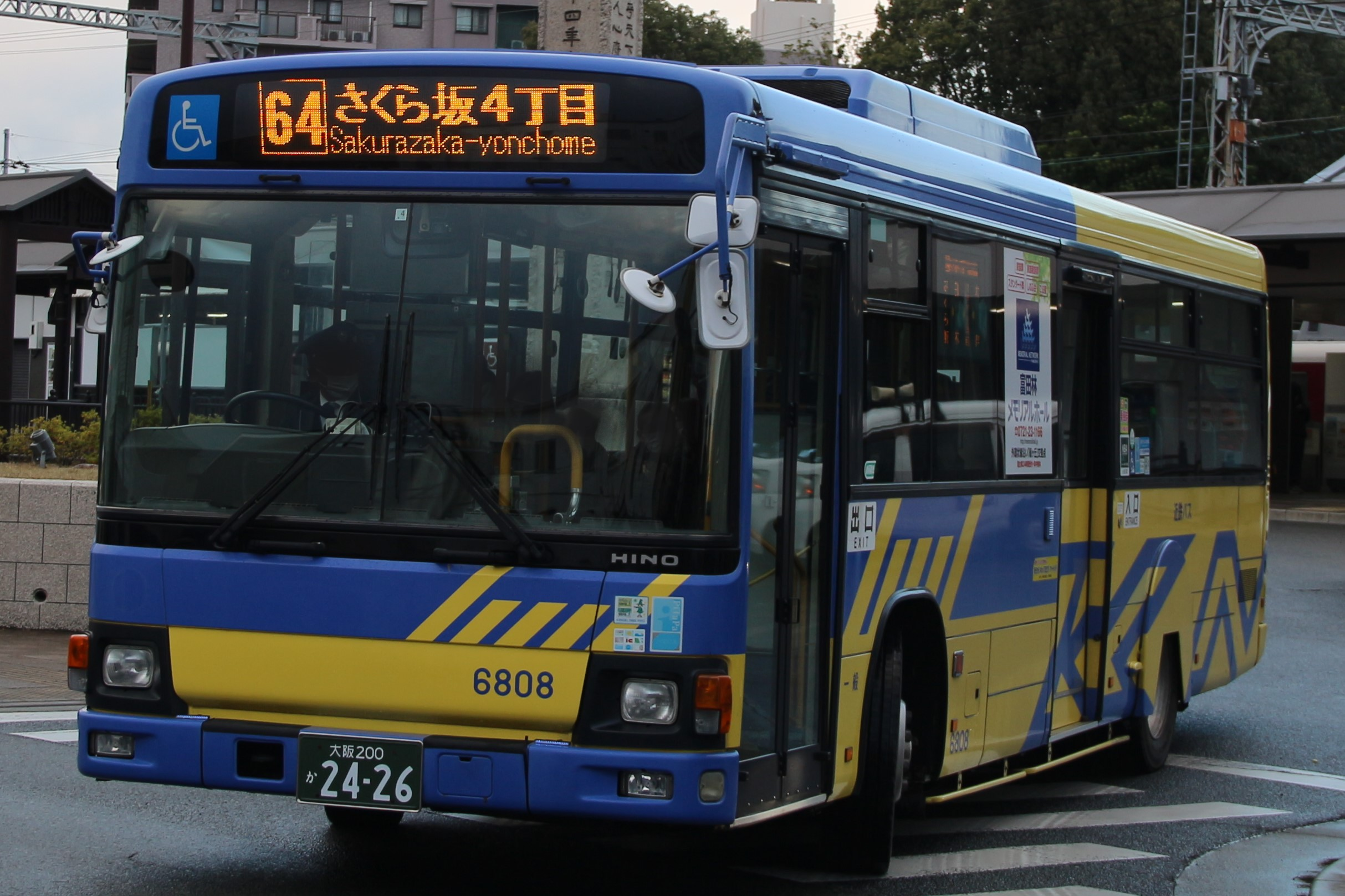
近鉄バス／日野ブルーリボンII
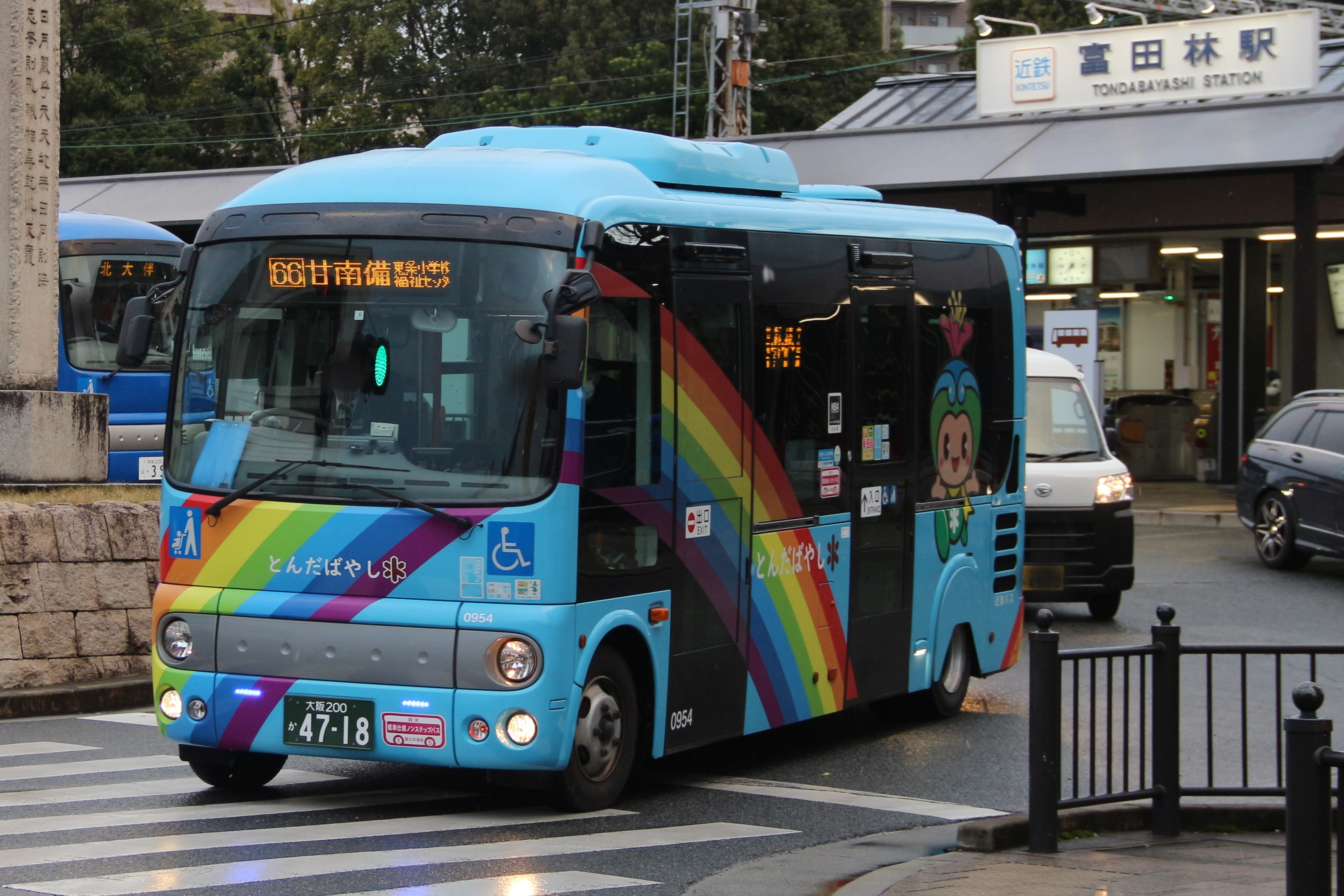
レインボーバス（近鉄バス）／日野ポンチョ
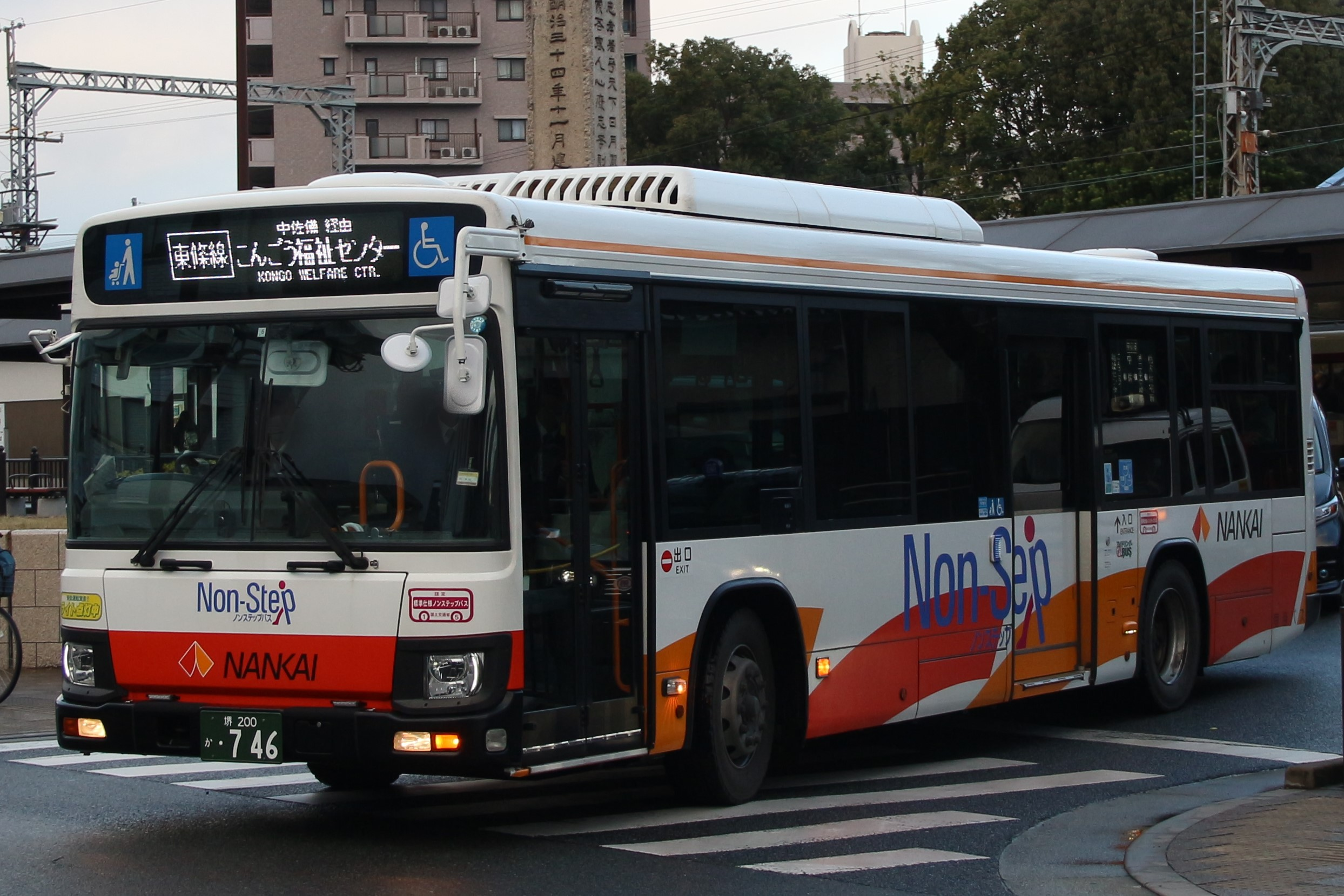
南海バス／いすゞエルガ
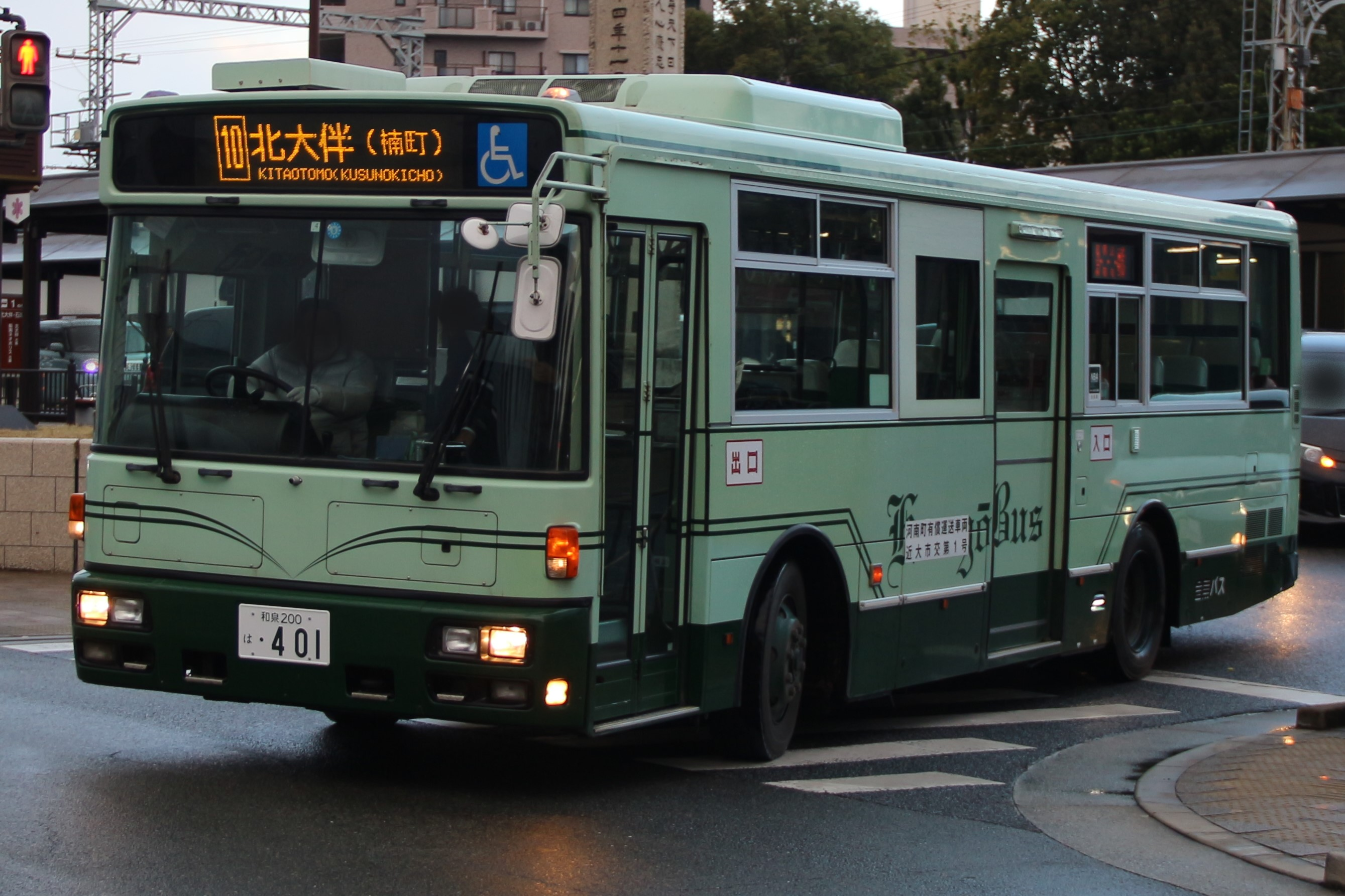
河南町カナちゃんバス／日産ディーゼルスペースランナーRA※元金剛バス
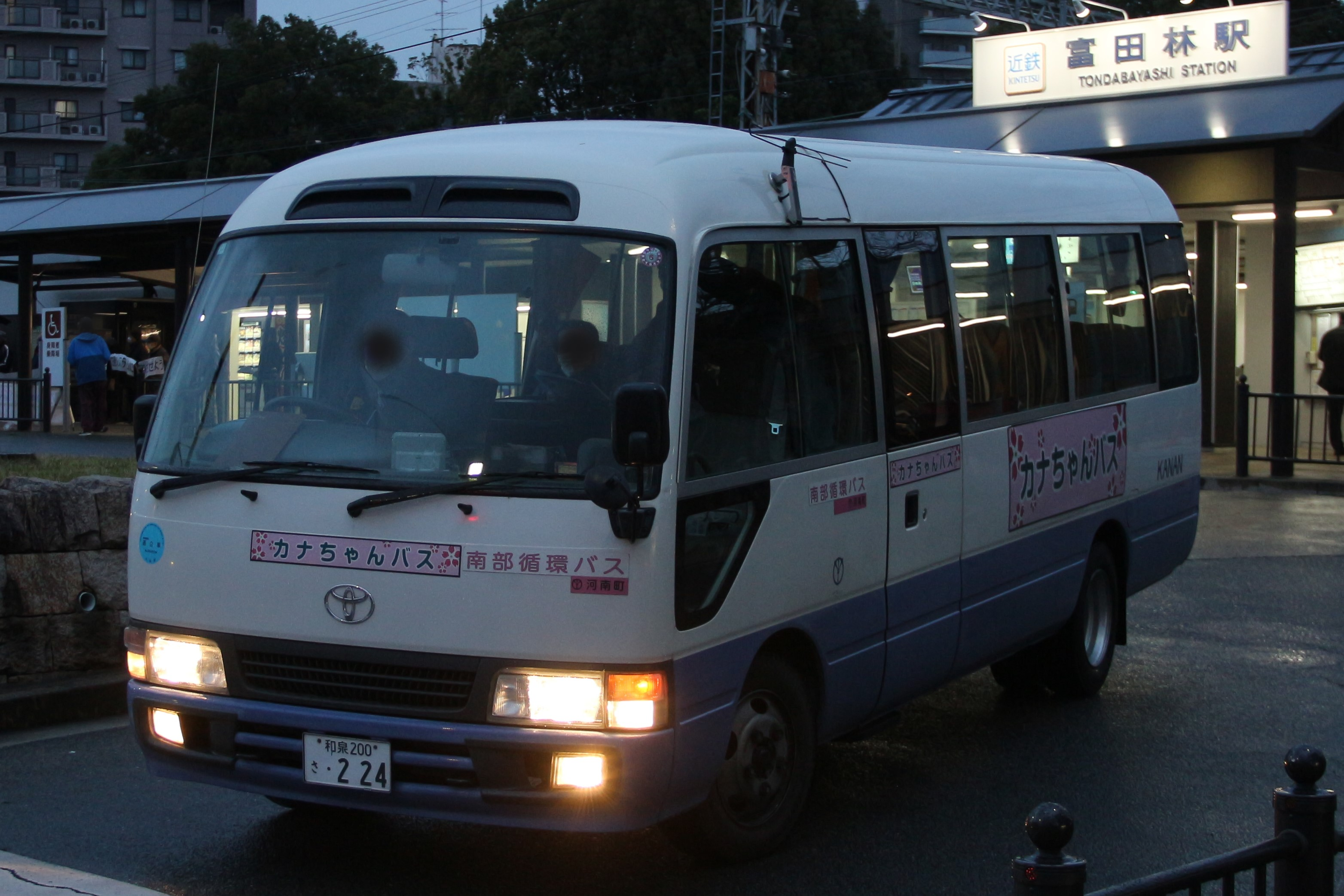
河南町カナちゃんバス／トヨタコースター
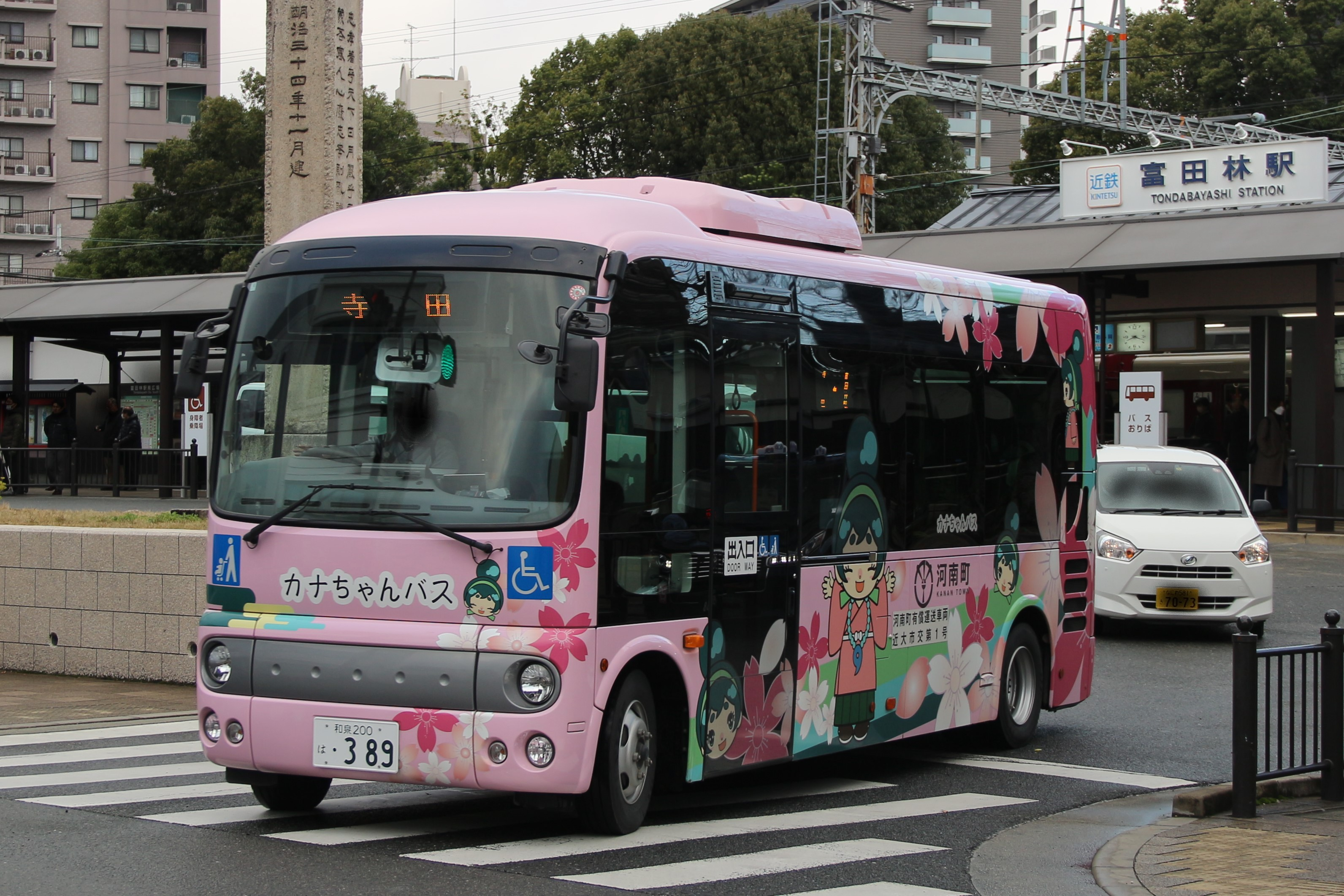
河南町カナちゃんバス／日野ポンチョ
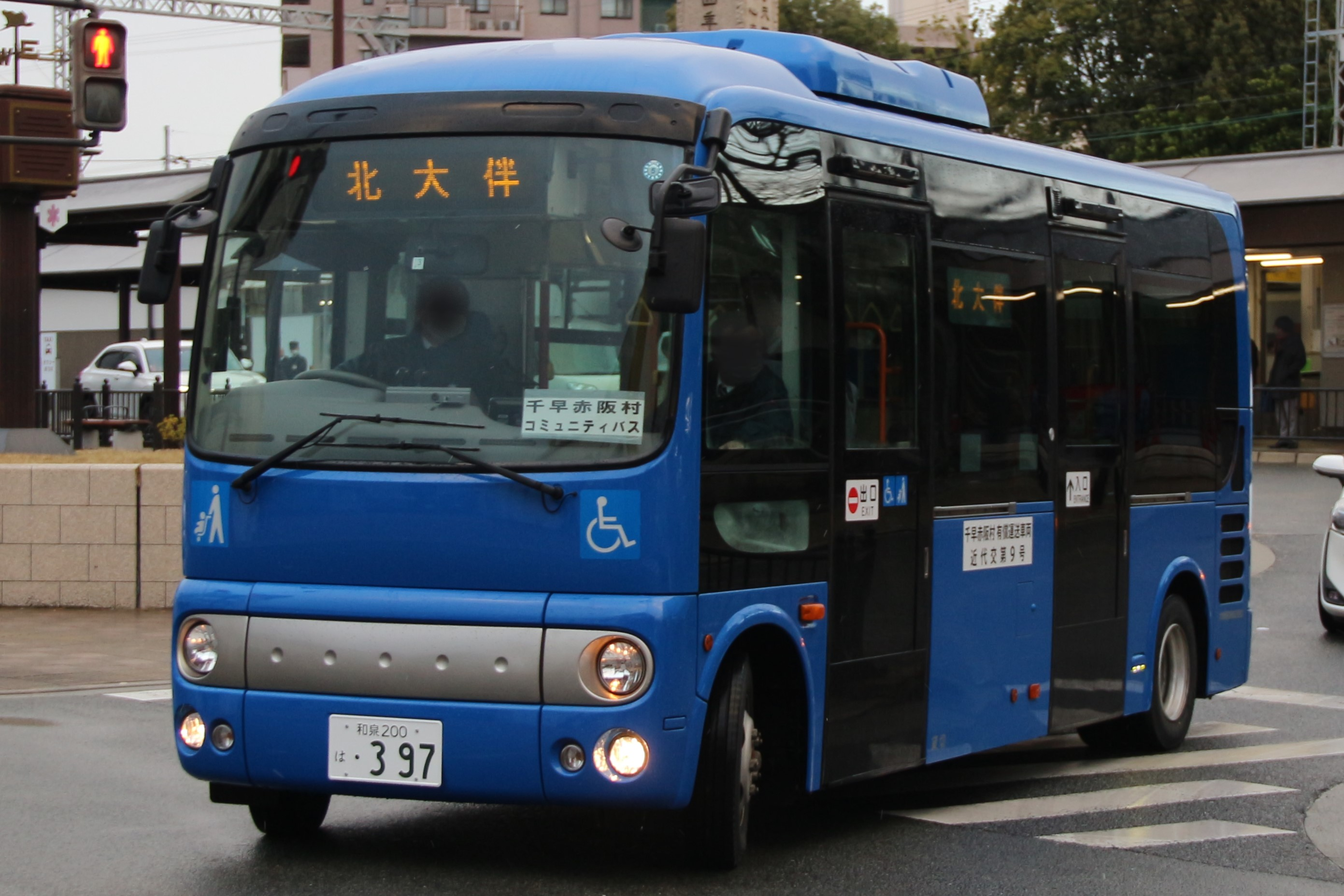
千早赤阪村バス／日野ポンチョ
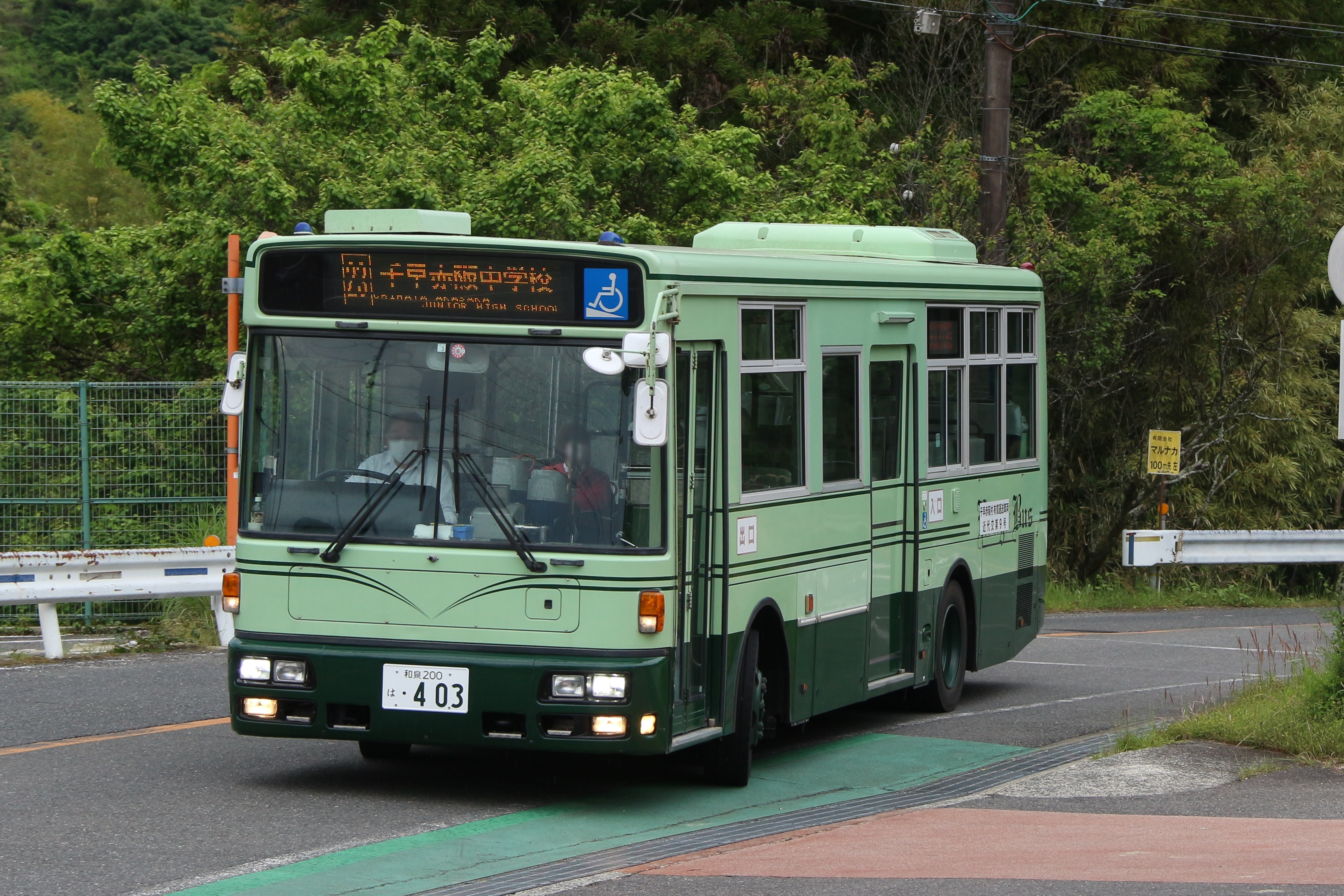
千早赤阪村バス／日産ディーゼルRM※元金剛バス
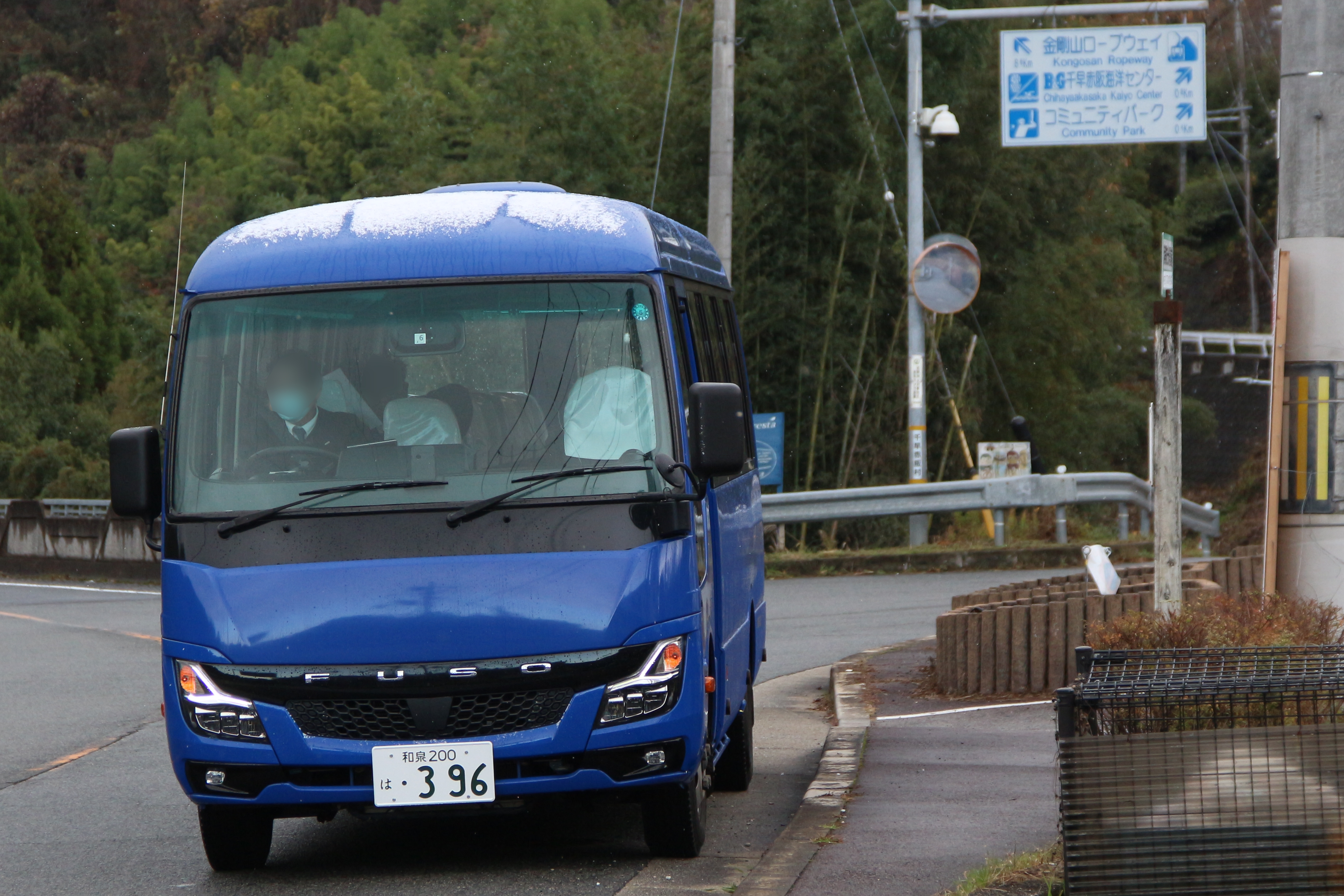
千早赤阪村バス／三菱ふそうローザ（スーパーロング）
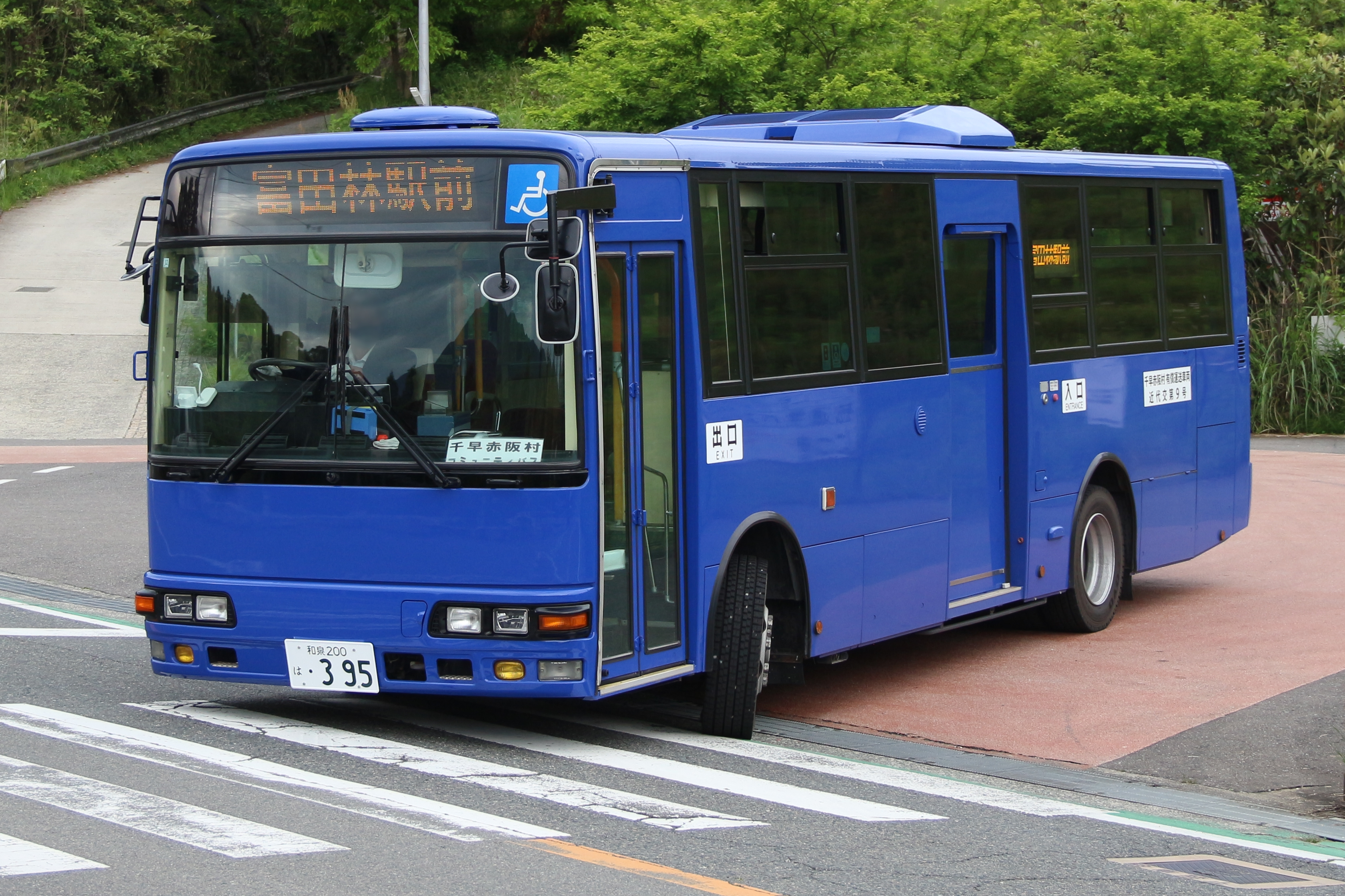
千早赤阪村バス／三菱ふそうエアロミディ